# Das Mädchen und der Staatsanwalt
Das Mädchen und der Staatsanwalt ist ein 1961 gedrehtes, deutsches Kriminal- und Gesellschaftsmelodram mit Wolfgang Preiss und Elke Sommer in den Titelrollen.

## Handlung
Die noch minderjährige Renate führte eine Beziehung mit dem nur unwesentlich älteren Jochen Rehbert. Als dieser sie daheim bei ihrer Mutter über Nacht besucht, erregt dies einige Aufmerksamkeit bei den Nachbarn, die daraufhin Renates Mutter der Kuppelei bezichtigen. Der sich als Hüter der öffentlichen Moral und des bürgerlichen Anstands begreifende Staatsanwalt Soldan sorgt dafür, dass Mutter Hecker angeklagt und für ein Jahr ins Zuchthaus gehen muss. Renate Hecker unternimmt alles, um so bald wie möglich ihre Mutter wieder freizubekommen. In ihrer Not wendet sie sich persönlich an Soldan und bittet ihn, von Angesicht zu Angesicht, um Gnade vor Recht.
Auch Soldan beginnt rasch den Reizen der attraktiven und rund 30 Jahre jüngeren Blondine zu erliegen. Der Staatsanwalt verschafft Renate eine Anstellung, macht sie zu seiner Geliebten und ermöglicht Mutter Heckers vorzeitige Entlassung. Nun droht der verheiratete, gutsituierte Jurist an seinen eigenen Moral- und Wertvorstellungen zu scheitern. Eines Tages ertappt ihn ein Jugendpfleger mit Renate in einer höchst verfänglichen Situation. Soldans Ehe und seine juristische Karriere scheinen ruiniert. Er muss daraufhin seinen Dienst quittieren, die auf dem Gnadenweg entlassene Mutter Hecker wird zurück hinter Gitter verbracht.

## Produktion
Das Mädchen und der Staatsanwalt entstand im Herbst 1961, passierte am 2. März 1962 die FSK-Prüfung und wurde am 8. März 1962 in München uraufgeführt.
Die seit Stummfilmzeit filmende Dorothea Wieck erhielt hier ihre letzte Kinorolle, der 19-jährige Gottfried John gab in Das Mädchen und der Staatsanwalt sein Kinofilmdebüt.

## Kritiken
Paimann’s Filmlisten resümierte: „Zwar weder erstmalig noch kolportagefrei, aber in handfestem Berichtsstil mit meist gut geführten Akteuren und Chargen auf Vorder- und Hintertreppe regielich und optisch dynamisch aufbereitet.“

„Alberner Groschenroman mit deutlicher Tendenz zur Schnulze.“

„Kolportagedrama um die vermuffte Moral der Adenauer-Ära. Fazit: Angestaubt, als Zeitdokument interessant.“